# Руцавское белое масло
Руцавское белое масло (латыш. Rucavas baltais sviests) — латвийское национальное блюдо, включённый в реестр национальных продуктов Европейского союза с указанием географического места происхождения . Производят в городе Руцава.
Руцавское белое масло готовят в домашних условиях по традиционному методу -  из густых домашних сливок с добавлением простокваши и соли, без отделения пахты и сыворотки, подогревая и помешивая по часовой стрелке.Жирность масла в готовом виде составляет около 40 %. Масло предназначено для употребления сразу и не рекомендуется хранить более трех дней.  Масло при длительном хранении теряет свои вкусовые качества и может начать портиться. Это масло, нежное и воздушное, с приятным кисловатым вкусом, традиционно подают к отварному картофелю или едят с ржаным хлебом. 
Руцавское белое масло готовят в домашних условиях с начала 20 века. Рецепты приготовления передаются из поколения в поколение. Ежегодно в Руцаве собираются мастера по изготовлению руцавского масла, проводятся мастер-классы и семинары.